# 最後の晩餐 (1973年の映画)
『最後の晩餐』 (La Grande bouffe) は、1973年公開のフランス・イタリア合作映画。
監督はマルコ・フェレーリ、主演はマルチェロ・マストロヤンニ、ウーゴ・トニャッツィ、ミシェル・ピッコリ、フィリップ・ノワレ。金持ちの男たち4人が食欲と性欲の限りを尽くし、死んで行くさまを描いたブラックコメディという独特の内容や、人によっては不愉快に感じる描写（嘔吐や排泄、乱交など）により、しばしばB級映画のような扱いを受ける。なお、本作では主役4人の名前が演者のファーストネームと被っている。

## あらすじ
パリの由緒ある大邸宅に集まった食道楽の趣味で結ばれた4人の中年男が、邸内にある菩提樹を見にきたという女教師も交え、食と性の2大本能に殉じていく。

## スタッフ
- 監督 - マルコ・フェレーリ
- 脚本 - マルコ・フェレーリ、ラファエル・アスコナ
- 撮影 - マリオ・ヴルピアーニ
- 音楽 - フィリップ・サルド

## キャスト
- マルチェロ・マストロヤンニ
- ウーゴ・トニャッツィ
- ミシェル・ピッコリ
- フィリップ・ノワレ
- アンドレア・フェレオル（フランス語版）